# Garantiegeber
Garantiegeber sind Unternehmen, die gemäß den Vorgaben der Verpackungsverordnung dem Dualen System Deutschland die Abnahme und Verwertung der gebrauchten Verkaufsverpackungen für die jeweiligen Materialfraktionen garantieren. 
Es gibt eine ganze Reihe dieser Garantiegeber, sie lassen sich nach den Stoffen oder Materialfraktionen unterteilen:
- Glas
- Aluminium
- Weißblech
- Kunststoff
- Getränkekartons
- Sonstige Verbunde

Die Entsorgungspartner melden die gesammelten und sortierten Wertstoffmengen an die so genannten Abnahme- und Verwertungsgarantiegeber. Dies sind entweder die Erzeugerindustrien selbst oder Gesellschaften, die speziell für die Verwertung von Sekundärrohstoffen gegründet wurden. Zur Erstellung des Mengenstromnachweises dokumentieren auch die Garantiegeber – neben den Entsorgungspartnern – dem Dualen System monatlich die der Verwertung zugeführten Mengen.